# Catapaguroides olfaciens
Catapaguroides olfaciens is een tienpotigensoort uit de familie van de Paguridae. De wetenschappelijke naam van de soort is voor het eerst geldig gepubliceerd in 1905 door Alcock.